# Plecia brachystylata
Plecia brachystylata är en tvåvingeart som beskrevs av Hardy och Mercedes Delfinado 1969. Plecia brachystylata ingår i släktet Plecia och familjen hårmyggor.
Artens utbredningsområde är Filippinerna. Inga underarter finns listade i Catalogue of Life.